# 日本の刑事司法
日本の刑事司法（にほんのけいじしほう）とは、犯罪行為に対する日本国の刑罰権行使に関する諸制度の総称である。

## 歴史
- 戦前[1]
  - 明治維新後、西欧列強に対抗できる国づくりの一環として、不平等条約の改正のため、西洋を手本とした刑事司法制度の整備が進められた。当初はフランス法の影響が大きかったが、次第にドイツ法の影響を大きく受けるようになった。
  - 1907年の刑法（現行刑法と基本的に同一）、1908年の旧監獄法、1922年の旧刑事訴訟法などの制定により刑事司法制度が整えられた。
- 終戦直後[2]
  - 非軍事化・民主化を目標に、また日本国憲法の精神に合致するように、刑事司法制度も改革された。
  - 1948年には現行の刑事訴訟法が制定された。アメリカ法の考え方が導入され、当事者主義的訴訟構造や起訴状一本主義などの原則が導入された。
  - 終戦直後の社会の混乱に対応するため、薬物・売春などを規制する立法が行われた。
  - 矯正の分野でも基本となる立法が行われ、今日の刑事司法の基礎が確立された。
- 1950年代から1960年代[3]
  - 復興が進展し高度成長期に入ったことで交通事故が増加し、交通反則通告制度が導入された。
  - 戦後のベビーブーム世代が少年になったことにより、少年犯罪が増加・激化した。
  - 社会的な思想対立が激化し、学園紛争などへの対応が必要となった。
  - 矯正の分野では、矯正の個別化の考え方が進められた。
- 1970年代[4]
  - 高度成長期を終えた日本では経済および社会が安定し、犯罪の認知件数が減少したが、公害問題が深刻化し、公害を規制する刑事立法に重点が置かれた。
  - 自動車の急速な普及に伴い、交通事犯の取り締まりが強化された。
  - 過激派による凶悪重大事件が多発し、警察官の殉職なども相次いだため、火炎瓶の使用を規制する立法等が行われた。
- 1980年代[5]
  - 都市化・消費生活の変化・価値観の変化などの社会の変化により少年非行が増加した。
  - 社会が豊かになったことにより、治安情勢自体は安定した。
  - 刑法の全面改正、少年法の改正、旧監獄法の改正などが議論されたが、意見対立が大きく、いずれも結実しなかった。
- 1990年代[6]
  - バブル経済の崩壊とグローバル化により組織犯罪への対処が重要となった。オウム真理教関係事件など、社会を震撼させた組織犯罪も発生した。
  - インターネットの登場などによりハイテク犯罪への対応も求められるようになった。
  - 刑事手続法の分野においても、捜査手段の拡充や公判における証人に関する規定の追加などの改正が行われた。
- 2000年代[7]
  - 社会構造の変化により、家庭や学校における教育機能に依存していた日本独特の犯罪抑止要因が機能不全を起こし始めた。これにより、車上狙い・万引き・空き巣などの件数が増加し、2002年には犯罪の認知件数は史上最悪の280万件以上となった。
  - 核家族化を背景にオレオレ詐欺などの特殊詐欺が登場し、増加した。
  - 司法制度改革が実施され、検察審査会による強制起訴制度の導入、裁判員裁判制度の導入、法曹養成制度の改革などが行われた。
  - 犯罪被害者への配慮が意識されるようになり、犯罪被害者等基本法が制定された。
  - アメリカの同時多発テロを契機に、国際的なテロリズムに対する対応も必要となった。
- 2010年代[8]
  - いわゆるリーマンショックからの回復後は景気が回復基調を保ったこともあり、犯罪認知件数は減少し続けた。
  - 初犯者の減少もあって再犯率が上昇し、再犯防止の重要性が上昇した。
  - インターネットのさらなる普及、SNSの登場などにより、インターネット犯罪への対策がますます重要となった。
  - 少子高齢化の進行に伴いオレオレ詐欺などの特殊詐欺がさらに増加した。
  - 2014年には少年法制の改革が行われ、少年院法および少年鑑別所法が制定された。
  - 2016年に刑事訴訟法が一部改正され、取調べの録音録画の義務化、いわゆる日本版司法取引の導入、被疑者国選弁護制度の対象拡充などが行われた。
  - ISIL、アルカイダ、タリバンなどによる国際テロに対処するため、刑事司法分野における国際協力がさらに重要となった。

## 刑事政策の目的
日本の刑事政策・刑事司法制度の目的は、真実発見と適正手続の保障を両立させることにある。換言すれば、「捜査・公判を通じて事案の真相を解明することにより、真に罪を問うべき者を適正かつ迅速に処罰するとともに、無実の者を罰するという過ちを犯さないこと」である。刑事事件における真実発見の重要性はいうまでもなく、国民からの期待の大きいところでもあるが、真相解明の名の下に捜査機関が人権侵害をなすことはあってはならないのであるから、真実発見も人権保障の手段である適正手続のもとに行わなければならない。この相対立する要請を適切に調和させることこそが、刑事司法の目的である。
包括的には社会の治安・法秩序の維持、個別的には犯罪者の再犯予防・矯正・更生を目的として、目的刑論と応報刑論を混合した刑事政策を採用し、有期刑・無期刑ともに社会復帰を前提とした処遇をしている。執行猶予付きの懲役・禁固の有罪判決を受けた場合は、刑の執行前の段階で刑の執行を一定期間猶予して、社会内で自発的な更生を促し、執行猶予を取り消されることなく猶予期間を満了した場合は、政府機関の刑の執行権は消滅し、刑は執行されない。
懲役・禁固の実刑判決を受けた場合でも有期刑・無期刑ともに仮釈放制度があり、有期刑は仮釈放か満期釈放かを問わず社会復帰を保障され、無期刑も仮釈放制度による社会復帰の可能性は保障（結果は保証しない）されている。死刑は唯一の例外であり、応報刑論を重視した処遇である。
裁判で有罪の実刑判決（犯行時14歳以上20歳未満の場合は少年院送致）を受けた受刑者は、刑務所（犯行時14歳以上20歳未満の場合は少年院）で、犯罪の個人的原因としての、物事に対する根本的な感じ方・考え方と、その現象としての感情や意思とその管理や表現、他者との対話や関係を形成する方法、などの問題点を矯正するための教育・訓練・医療により、問題点を除去または抑制して社会復帰し、社会復帰した人を更生保護制度で支援し、社会に再統合して社会の中で更生や贖罪することを目的としている。

### 刑事政策の目的と刑罰の関係
日本の刑法が規定する刑罰は、生命刑である死刑、自由剥奪刑である無期刑（懲役・禁固）と有期刑（懲役・禁固）と拘留、財産刑である罰金と科料であり、身体損壊刑はない。
無期刑に関して一部の報道機関、評論家、市民などが、無期刑と終身刑について、仮釈放があると無期刑で仮釈放が無いと終身刑と別種の刑罰と認識し、死刑と無期刑の罰の重さの差が大きいので、死刑と無期刑の間の刑罰として終身刑を採用すべきとの意見を主張しているが、前記のような認識は誤解であり、刑法・刑法学の分野では終身刑と無期刑は同義語・等価である。
無期刑も終身刑も国際的に標準的な表現では、英語表記では Life imprisonment(sentence) with parole、Life imprisonment(sentence) without parole、日本語表記では仮釈放の可能性がある無期刑・終身刑、仮釈放の可能性が無い無期刑・終身刑である。
仮釈放の可能性がある無期刑・終身刑でも仮釈放が許可されない場合は結果として死ぬまで服役になる。日本の刑法では有期刑・無期刑ともに仮釈放の可能性が有り、社会復帰を前提とした処遇である。ただし、有期刑・無期刑ともに、判決確定時の年齢と刑罰の重さ（有期刑の刑期または無期刑）の関係上、恩赦や刑の執行免除・執行停止などの例外的処遇以外の場合は社会復帰の可能性が低い事例もある。例えば50歳以上の人が懲役30年や無期懲役判決を受けた場合は、満期釈放や仮釈放になる前に病死や老衰死で生物的寿命が終わる可能性が高い。

### 一般予防と刑事政策の関係
上記のように、刑罰は犯罪が発生した後に犯罪者に対して、刑事訴訟に必要な法手続に基づいて事後的に適用するものであり、犯罪をする可能性がある（可能性が高い）からという理由で、犯罪をする可能性がある（可能性が高い）と判断された人に対して未然に適用することは許されないので、本質的には犯罪の一般的予防は目的としていない。
客観的・合理的な認識や判断をしない人、思い込みや衝動で行動する人、他者に対する配慮が希薄または存在しない人は、刑罰の威嚇による犯罪の一般予防効果が無いと広く認知されている。
もし自分が何らかの罪を犯したら、被害者や被害者の家族がどのような被害を受け、自分はどのような罰を受け、被害者も被害者の家族も関係者も、自分も自分の家族も関係者もどのような不利益を受けるか認識できない・配慮できない人に対しては、刑罰の威嚇による犯罪の一般予防効果は無いと広く認知されている。
犯罪発生率に対する影響力は、経済的な貧困や豊かさや、社会保障・福祉・所得の再分配などの整備・不整備、家庭・学校・職場・社会の教育、職業・失業・職業訓練、などの人々の生活に関する環境的原因が複合的に影響して、犯罪の原因としての個人的素質の誘発または抑制、犯罪としての現象を推進または抑制するとの仮説が指摘されている。
刑罰の威嚇による犯罪の一般予防効果または犯罪を増加させる逆効果に関して、影響力や法則性があるとの主張は存在するが、それらの主張は客観的で具体的な根拠を提示しない思い込みであるか、または、その主張に都合のよいデータだけを意図的に選択し、都合がわるいデータは意図的に排除した情報操作であり、科学的・統計的な観点から有意で普遍的な影響力や法則性は確認されていない。
様々な分類・形態の犯罪の発生率は個々の国や国内の地域・自治行政単位により大きな差があり、同じ国や地域・自治行政単位でも10年・20年・30年・40年・50年という時間単位で大きく変化することが確認されている。
犯罪の一般予防は刑罰や刑事政策に求められるものではなく、家庭・学校・職場・社会の教育、経済・産業の発展や社会保障・福祉の整備による恩恵の享受、政府機関や民間団体が、社会的・生物的属性による差別・排斥・偏見・蔑視を除去し、全ての人々の対話と認識と理解と共生を追求し促進する活動、などの包括的な社会政策に求められるものである。
上記の理由により、犯罪の一般的予防のために刑罰を重罰化すべきという論理も、ある種の刑罰がある種の犯罪の一般予効果が無いから、その刑罰を廃止すべきと言う論理も、刑罰の目的と犯罪の一般予防政策の本質からは逸脱した論理であり、そのような論理は国民や国会議員の多数派から支持されず、そのような論理ではその主張は実現されない。
例えば、殺人の一般予防のために殺人に対して死刑を積極的に適用すべき、または、被害者側に非難される要素がある殺人の場合と、加害者に著しく同情される要素がある殺人の場合以外の殺人の法定刑や量刑は死刑に限定すべきという主張も、死刑は殺人の一般予防効果が無いから廃止すべきという主張も、そのような論理による主張は国民や国家議員の多数派から支持されず、その主張は実現されていない。

### 被害者支援政策と刑事政策の関係
犯罪被害者は心に大きな悲しみを抱え、加害者への復讐を望むことが多い。そのような報復感情は、時に極めて苛烈なものとなる。そのこと自体は人間として自然な感情である。
このような処罰感情を受けて、犯罪被害者を刑事司法手続の一方当事者と捉え、加害者（被疑者・被告人）に比して犯罪被害者の権利がないがしろにされているから、刑事司法手続内において犯罪被害者の権利を拡張すべきであるとの主張がなされることがある。
しかしながら、犯罪被害者を刑事司法手続の当事者と位置付ける考え方や、加害者への報復を刑事司法を通じて実現しようとする考え方には問題がある。
そもそも近代司法は報復の連鎖を断ち切ることを目的に発展してきたものであり、感情的な復讐が理性的な裁判と国家による刑罰に昇華されてきたというのが歴史の流れである。刑事司法制度は被害者の復讐を国が代わって行うためのものではないし、刑法も、被害者の復讐心を満足させるためにあるのではなく、あくまで国家として犯罪を防止することを目的としている。
このように、近代法の下では私的復讐（自力救済）は禁止され、刑罰は公的なものと位置付けられているのである。被害者の処罰感情は刑罰の正当化根拠とはされていないし、刑罰権の行使主体たる国家に被害者の処罰感情を考慮する義務があるわけでもない。歴史的経緯を紐解けば、「国家が被害者に代わって刑罰権を行使するようになった」という見方も誤りである。近現代の刑事司法制度においては、いかなる意味でも、犯罪被害者は刑事司法手続上の権利主体ではないのである。
犯罪被害者には、民事的に損害の補填を受ける権利、医療的・福祉的な支援を受ける権利、刑事司法に関して二次被害を受けない権利などは当然認められるべきである。しかし、近現代の刑事司法制度の発展の経緯に照らせば、犯罪被害者支援は刑事司法制度とは切り離して考えるべきであり、むしろ、刑事司法制度内での権利拡大に固執すれば、被害者の救済が不十分となる結果を招くこととなる。公的資金による被害者救済や被害者の心のケアなどの制度を充実させることにより、被害者が不相当に恨みを増大させて重すぎる刑罰を求めるといった、被害者にとっても被疑者・被告人にとっても不幸な結果を回避することが重要である。

### 刑罰の適用に関して論争がある分野

#### 医療事故
医療界には、医療事故等を処罰の対象外とすべきとの意見がある。医師法等により応召義務を負いながら刑事的な制裁に直面させられると、医師がリスクの高い診療科を選択しなくなるなど、萎縮効果の問題が大きいというのである。また、制裁を優先させると再発防止がおろそかになるとの懸念も示されている。そもそも刑罰論として過失犯処罰の一般予防効果に疑問が呈されていることもあり、医療過誤の非処罰化が主張されている。
これに対しては、単に刑事罰の対象外とするだけでは国民の理解が得られないため、代わりに行政処分を強化する案などが出されているが、そもそも刑事罰の対象外とすること自体が困難であるうえに、行政処分を強化するためには制度的な体制も不足しているという問題がある。さらに、実務的に遺族の処罰感情の関係が無視できないところ、どうしても処罰感情は強くなりがちであり、感情であるがゆえに合理性を求めることもできないから、遺族に納得してもらうことと行政法上の比例原則などへの適合を両立させる制度設計は現実的には困難であると考えられる。
このように、医療界から強い要望があるものの、刑事司法との認識の差は大きく、具体的な制度化は2017年現在では困難と考えられる。

#### その他
鉄道・バス・航空・船舶などの運輸事故に関しても、鉄道・バス・航空・船舶などの運輸事業者とその職員を刑事司法制度で裁き処罰することは、運輸業界・事業者・職員からも、業界・事業者・職員当以外の市民からも、社会の構成員の包括的な利益や、そのための運輸の包括的な最適化にはならない場合も多数あると指摘されている。

## 刑事訴訟手続

### 刑事手続の基本形
日本の刑事手続の基本形は刑事訴訟法が規定している。
他の法律の適用を受け、異なる手続となる類型もある。

#### 捜査段階
捜査機関（警察等）が捜査の端緒に基づき捜査を開始し、捜査が進展すれば送検し、検察官が起訴の可否を判断する。
要件を満たせば被疑者は逮捕・勾留などの身柄拘束を受けることがある。

#### 刑事訴訟
起訴された犯罪行為につき裁判官が有罪または無罪を判断し、判決を下す。

### 裁判員制度
2004年に裁判員法が制定され、2009年5月に施行された。
一定以上の重罪で起訴された被告人の地方裁判所での裁判について、裁判官と裁判員の合議で有罪無罪の判断と量刑判断を行う制度である。

### 少年法制
犯行時20歳未満の少年は、原則的な刑事手続から離れて少年法に基づく手続に服することとなる。
成人と同様の犯罪行為を犯した場合（犯罪少年）だけでなく、刑事未成年者が罪を犯した場合（触法少年）および現実には罪を犯すに至らなくともそのおそれのある場合（虞犯少年）に対しても適用があり、成人よりも対象範囲が広い。
立件された少年は検察庁から家庭裁判所に送致され、少年審判において保護観察や少年院送致等の処遇が決定される。
一定の重罪については、例外的に家庭裁判所から検察庁に逆送され、通常の刑事裁判を受ける。

## 日本の刑事司法の現況

### 刑法犯

#### 総論
- 日本における刑法犯の認知件数は、2002年に285万件を超えてピークに達したが、その後は2021年まで継続して減少し続けていた。特に窃盗罪の減少が著しかった[18]。但し、2022年はコロナウイルス感染症2019対策の行動制限緩和により外出する人が増加し、人と出会う機会が増えたことから前年より約4万件増加して約60万件となり、増加分は窃盗罪が大部分を占めていた（窃盗罪の増加分の約85%が自転車窃盗である）[19][20]。
- 検挙人員数は、2004年に約39万人でピークに達したが、2019年には約19万人と戦後初めて20万人を下回り、2022年には約17万人になっている。高齢者の検挙人員が1990年から2021年にかけて2.2%から23.6%に上昇しており、高齢者の割合が増加している[21][20]。
- 検挙率は、2001年に戦後最低となり20%を割り込み、一時横ばいであったが、その後上昇し2020年には約45.5％と40%以上となり、2020年以降は40％以上となっている[22]。但し、2022年は40%以上であるものの新型コロナウイルス対策の行動制限緩和により外出する人が増加し、人と出会う機会が増えたことによる犯罪の増加により、検挙率は約41.6%と前年の約46.6％を下回っている[20]。

#### 各論

##### 窃盗罪
- 2022年には、窃盗罪が認知件数において刑法犯の7割を占めていた。特殊詐欺に関係する払出盗および職権盗の増加が著しい（但し、前者は2020年の8,970件をピークに2021年以降は減少し、2022年は8,070件となっている）[23][24]。
- 2022年の検挙率を態様・手口別でみると、侵入盗は約61％、非侵入盗は49％などであった。非侵入盗のうち万引きの検挙率は約70％であった[24][25]。

##### 性犯罪
- 強制性交等罪の認知件数は2003年をピークに減少傾向であったが、2017年から増加に転じた[25][20]。
  - 2017年の刑法改正で旧強姦罪が強制性交等罪に変更され、処罰範囲の拡大・非親告罪化などが行われたことの影響が考えられる[25]。
- 強制性交等罪の検挙率は2002年に戦後最低の62.3%を記録した後上昇に転じ、2022年には84.7%であった[25][20]。

##### 殺人
- 殺人の認知件数は、2022年に戦後最低の853件を記録して以来横ばいである。検挙率は安定して高い（2022年で95.8%) [26][20]。

##### 強盗
- 強盗の認知件数は2021年には戦後最小の1,138件を記録した。検挙率も99.3%であった[26]。但し、2022年は10件増加して1,148件となり、検挙率は92.3%であった[20]。

##### 傷害・暴行・脅迫
- 傷害は減少傾向、暴行は2019年まで高止まりで2020年以降は減少傾向、脅迫は増加傾向にある。検挙率はいずれも上昇傾向である[26]。

##### 詐欺
- 詐欺全体の件数は増減を繰り返しているが、2021年以降は増加傾向であった[26][20]。
- 特殊詐欺は、典型的手口は減少しているが、関連する手口で窃盗罪に分類されるキャッシュカード詐欺盗が増加している。また、窃盗罪に分類されるATM引き出し被害の額も多い[27]。そして、2021年はコロナウイルス感染症2019流行による不安が社会全体で生じていることを背景にコロナウイルス感染症2019流行による経済悪化の影響に対する対策の1つである特別定額給付金や持続化給付金等をだまし取る詐欺が行われたことにより2020年より約2.2倍増加した

### 特別法犯

#### 総論
- 特別法犯には交通反則通告制度の対象となる道路交通法違反が含まれるところ、昭和43年の同制度導入と昭和62年のタイミングで検察庁新受件数は大きく減少した[28]。
- 道交法違反以外の特別法犯は、2007年をピークにやや減少傾向である[28]。

#### 各論
- 風営適正化法違反は、2007年をピークに減少傾向にある[29]。また廃棄物処理法違反は、2007年をピークに2019年まで減少傾向であったが、2020年に7,665人に増加、2021年は前年より微減し7,607人であった[29]。
- 児ポ法違反は、2012年の施行以来、2014年改正による処罰範囲拡大などもあり増加傾向であったが、2019年にはやや減少に転じた[29]。
- サイバー犯罪のうち不正アクセス行為は、2000年から2021年に至るまで、増減を繰り返しながら徐々に増加している。2021年度においては、ネットバンキングの不正送金事案が約46%と圧倒的に多い[30]。
- 児童虐待防止法関係では、2021年に至るまで、児童相談所の対応案件数および検挙人員数のいずれも一貫して増加している。罪名別では、特に障害や暴行の増加が著しい[31]。
  - 2021年においては、加害者は全体では父親が70%以上と多いが、殺人・保護責任者遺棄案件では母親が高かった。実父による犯罪は傷害・暴行が8割以上を占め、性犯罪は1割程度であったが、実父以外の父親による犯罪のうち性犯罪は29.9%にのぼった[32]。
- 配偶者暴力防止法事案では、同法に基づく保護命令違反の件数は2015年から2021年にかけて減少し続けているが、その他の法令違反となるDV事案は増加しており、暴行罪および暴力行為等処罰法違反での検挙数の増加が著しい[32]。

## 日本の刑事司法の問題点
日弁連によると拷問等禁止条約の履行状況を調査する機関である国連拷問禁止委員会は、スイスのジュネーヴで2013年（平成25年）5月21日から22日にかけて、日本に対する審査を行った。22日の審査の席上でモーリシャス最高裁の元判事ドマー委員が「（日本では）弁護人に取調べの立会がない。そのような制度だと真実でないことを真実にして、公的記録に残るのではないか。弁護人の立会が（取調べに）干渉するというのは説得力がない。（中略）これは中世のやり方であり、その名残りといえるのかもしれない。こういった制度から離れていくべきである。日本の刑事手続を国際水準に合わせる必要がある」と主張した。

### 法律書
- 川崎英明、古賀康紀、小坂井久、田淵浩二『刑事弁護の原理と実践 美奈川成章先生・上田國廣先生古稀祝賀記念論文集』現代人文社、2016年12月5日。ISBN 9784877986599。

### 政府発行文書
- 法務省 (2022年). “犯罪白書 令和4年版” (pdf). 2023年5月14日閲覧。
- 法務省 (2021a). “日本の刑事司法50年を振り返る（概要版・日本語）” (pdf). 2021年8月2日閲覧。
- 法務省 (2021b). “第14回 国連犯罪防止刑事司法会議 日本のナショナルステートメント” (pdf). 2021年8月2日閲覧。
- 警察庁 (2023年). “令和4年１～12月犯罪統計【確定値】” (pdf,Excel). 2023年5月14日閲覧。

## 関連書籍
- 藤本哲也『刑事政策概論』青林書院 ISBN 978-4417014553
- 木村裕三、平田紳『刑事政策概論』成文堂 ISBN 978-4792317898
- 岩井宜子『刑事政策』尚学社 ISBN 978-4860310325
- 法務省法務総合研究所『刑事政策ってこんなものです』大蔵省印刷局 ISBN 978-4171810507
- 前田雅英『刑法総論講義』東京大学出版会 ISBN 978-4130323147
- 山口厚『刑法総論』有斐閣 ISBN 978-4641042483
- 斎藤信治『刑法総論』有斐閣 ISBN 978-4641042568
- 西田典之『刑法総論』弘文堂 ISBN 978-4335302152
- 田中開、寺崎嘉博、長沼範良『刑事訴訟法』有斐閣 ISBN 978-4641123618
- 白取祐司『刑事訴訟法』日本評論社 ISBN 978-4535516175
- 田口守一『刑事訴訟法』弘文堂 ISBN 978-4335313530
- 池田修、前田雅英『刑事訴訟法講義』東京大学出版会 ISBN 978-4130323383